# Kraja identitete
Kraja identitete je oblika kraje posameznikove istovetnosti, pri kateri se storilec pretvarja, da je nekdo drug. Kraja identitete je definirana kot uporaba osebnih podatkov oziroma identitete nekoga drugega (ime, datum rojstva, obstoječi naslov itd.) za pridobitev neke koristi, običajno ekonomske narave ali inkriminacijo druge osebe. Kraja identitete pomeni posebno vrsto hudega in nepovratnega posega v informacijsko zasebnost oz. v varstvo osebnih podatkov. Žrtve so prizadete v intenziteti, ki je primerljiva s posledicami drugih nasilnih kaznivih dejanj, ki se nanašajo na življenje in telo  ali premoženje.
Ta oblika kraje se uporablja tudi kot sopomenka za zlorabo identitete, temeljna razlika med pojmoma pa je v tem, da zloraba zajema tudi uporabo lažne, namišljene identitete.

## Najpogostejše kraje identitete v kibernetskem prostoru
- Hekanje (angl. hacking) – je kaznivo dejanje, pri katerem storilec (heker) ugotavlja in izkorišča ranljivosti ter slabosti obstoječega informacijskega sistema. Če storilcu uspe vdreti v posameznikov računalnik, potem nemudoma dobi dostop do vseh njegovih osebnih podatkov in drugih občutljivih informacij, ki so shranjene na trdem disku.
- Ribarjenje ali zvabljanje (angl. phishing)[2] – predstavlja nezakonit način zavajanja uporabnikov, pri katerem poskuša prevarant s pomočjo lažnih spletnih strani in elektronskih sporočil od uporabnikov na takšen ali drugačen način izvabiti njihove osebne podatke (številke kreditnih kartic, uporabniška imena in gesla, digitalna potrdila in ostale osebne podatke). Pri tem prevaranti uporabljajo različne tehnike. Praviloma najprej postavijo lažno spletno stran, ki je zelo podobna pravi, nato pa od vas z lažnim elektronskim sporočilom poskušajo izvabiti bodisi obisk te strani ali kar takoj pridobiti vaše podatke z vašim odgovorom na to sporočilo.[3]
- Farming (angl. pharming) – gre za neposreden napad na DNS strežnike bodisi za napad na določeno datoteko, ki se nahaja na računalniku uporabnika. Posledica pharming napada je, da je uporabnik brez njegove vednosti preusmerjen na lažno stran, ki je popolna kopija originalne, vendar posebej narejena za zbiranje zaupnih podatkov z namenom njihove kasnejše zlorabe.[3]
- Vohunska programska oprema – tovrstni programi se v računalnik naselijo med običajnim brskanjem po internetu pri čemer za okužbo računalnika izrabijo varnostne pomanjkljivosti internetnega brskalnika.[3]
- Socialni inženiring – je nabor tehnik napadalca za prepričevanje uporabnika ali administratorja sistema, da mu izda avtentikacijske podatke, s katerimi se nato nezakonito prijavi v sistem. Socialni inženiring temelji na t. i. kognitivnih odklonih in izkorišča reagiranje ljudi v določenih situacijah (npr. pod pritiskom). Izvajalci socialnega inženiringa s pomočjo obvladovanja veščin prevzemanja identitete drugih ljudi lahko izjemno uspešno pridobijo pomembne podatke.
- Trojanski konj
- Računalniški virusi in črvi

## Zakonodaja v Sloveniji
Kraja identitete je v Sloveniji z novim Kazenskim zakonikom (sprejet je bil leta 2008) definirana kot kaznivo dejanje, ki se preganja po uradni dolžnosti. Področje kraje identitete inkriminira četrti odstavek 143. člena Kazenskega zakonika RS: “Kdor prevzame identiteto druge osebe in pod njenim imenom izkorišča njene pravice, si na njen račun pridobiva premoženjsko korist ali prizadene njeno osebno dostojanstvo, se kaznuje z zaporom od treh mesecev do treh let”.
Kraja identitete je v zadnjem desetletju najhitreje razvijajoča se vrsta kriminala in v skladu z Zakonom o kazenskem postopku lahko vsakdo naznani kaznivo dejanje zlorabe osebnih podatkov, s pisno ali ustno ovadbo na pristojno državno tožilstvo ali policijo.

## Kako se zaščititi pred krajo identitete
- Uporaba varnostne programske opreme
- Posodabljanje računalnika z najnovejšimi varnostnimi popravki
- Uporaba spam filtrov
- Zapiranje neželenih pojavnih (pop-up) oglasov
- Pozornost pri ravnanju z e-poštnim naslovom
- Pozornost na znake okužbe
- Previdnost pri uporabi socialnih omrežij
- Uporaba močnih gesel[5][6]

V kolikšni meri ste izpostavljeni kraji identitete, lahko izveste na: https://www.ip-rs.si/kraja-identitete/test/main_slo.swf